# Бијем
Бијем (фр. Billième) насеље је и општина у источној Француској у региону Рона-Алпи, у департману Савоја која припада префектури Шамбери.
По подацима из 2011. године у општини је живело 250 становника, а густина насељености је износила 41,81 становника/km². Општина се простире на површини од 5,98 km². Налази се на средњој надморској висини од 430 метара (максималној 1.161 m, а минималној 320 m).

## Демографија
| 1962. | 1968. | 1975. | 1982. | 1990. | 1999. | 2011. |
| ----- | ----- | ----- | ----- | ----- | ----- | ----- |
| 169   | 174   | 176   | 165   | 210   | 269   | 250   |

График промене броја становника у току последњих година